# Aleksandr Rudenko (calciatore 1999)
Aleksandr Aleksandrovič Rudenko (in russo Александр Александрович Руденко?; Dar'evka, 15 marzo 1999) è un calciatore russo, attaccante della Lokomotiv Mosca.

## Caratteristiche tecniche
È un'ala sinistra.

## Carriera

### Club
Cresciuto nel settore giovanile dello Spartak Mosca, fra il 2016 ed il 2020 ha collezionato 107 presenze con la seconda squadra del club biancorosso laureandosi capocannoniere della 1. Division nel 2020.

### Nazionale
Ha giocato nelle nazionali giovanili russe Under-15, Under-16, Under-17, Under-18, Under-19 ed Under-20.

## Palmarès

### Club

#### Competizioni nazionali
- Pervaja Liga (Russia): 1

Chimki: 2023-2024

### Individuale
- Capocannoniere della Pervenstvo Futbol'noj Nacional'noj Ligi: 1

2019-2020 (14 reti)